# Tall Rosalie Adama
Œuvres principales
Travail donc bien petit écolier 
 Si j'étais
Tall Rosalie Adama, le 4 septembre 1942 à Ouahigouya, est une écrivaine burkinabé. Elle est l'auteure de nombreux récits, poèmes et ouvrages dont certains ont été intégrés dans les programmes scolaires.  

## Biographie
Tall Rosalie Adama naît le 4 septembre 1942 à Ouahigouya, dans la province du Yatenga. Enseignante et inspectrice de l'école primaire à la retraite, elle consacre sa carrière à l’éducation. Elle travaille dans les écoles normales de 10 et de Ouagadougou avant de fonder l’école Pinndi (les fleurs) à Saaba.
Depuis les années 1980, Tall Rosalie Adama est considérée comme l’une des pionnières de la littérature burkinabé. Elle est l'auteure de nombreuses récitations et des poèmes qui valorisent le travail et encouragent la persévérance chez les jeunes.
En 2019, lors de la Foire Internationale du Livre de Ouagadougou, un hommage lui est rendu pour son apport à l’éducation au Burkina Faso. Germain Akodjenou Zinsou célèbre également son dévouement en réalisant un film intitulé «Yaaba Rosalie».

## Œuvres
- Travail donc bien petit écolier
- Si j'étais

## Distinctions
- 2010: Officier des palmes académiques[4]
- 2018: Lauréate du Grand Prix National des arts et des lettres[5].